# Kemotaktikus szelekció

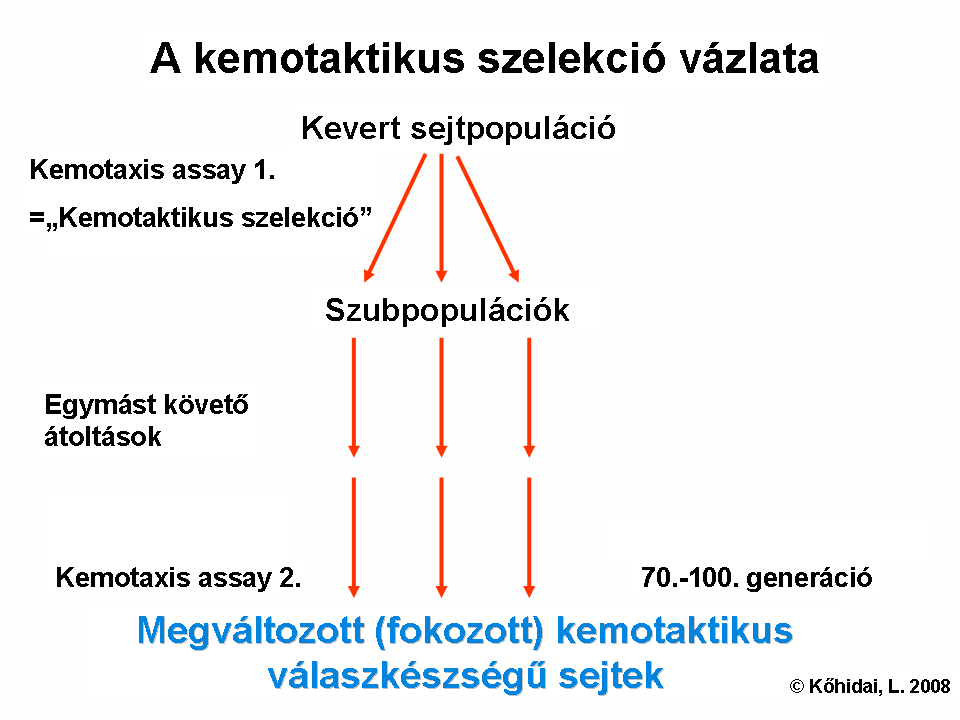
Kemotaktikus szelekció

A kemotaxis-receptorok a sejtmembránjában eltérő dinamikával jelennek meg, egyesek genetikailag meghatározott voltukból adódóan tartósan („long-term” jelleggel) kimutathatók, míg mások csak átmeneti („short-term”) jellegűek, mivel ezek alkotó elemeikből történő összeépülését a kemotaktikus ligandok „ad hoc” jelenléte indukálja.

## A kemotaktikus szelekció
A kemotaxis-receptorok és ligandjaik eltérő tulajdonságai lehetőséget adnak arra, hogy egyszerű kemotaxis assay-k segítségével az eltérő válaszkészségű sejteket szelektáljuk. A kemotaktikus szelekció lehetőséget nyújt arra is, hogy egy még nem jellemzett molekula esetében meghatározzuk, hogy az a tartós vagy a rövid távú szignalizációs útvonalon át hat-e. Kísérleti eredmények arra utalnak, hogy a kemokinek (például IL-8, RANTES) „long-term” típusú kemotaxis receptorokon keresztül hatnak, míg a vazoaktív peptidek (például endotelin) inkább a „short-term” receptorokat indukálják. 

A kemotaktikus szelekció meghatározás egyben annak a technikának is a neve, mellyel eukarióta vagy prokarióta sejtek szelekciója történik a szelektáló ligand(ok) iránt mutatott kemotaktikus válaszkészségük alapján.

## Külső hivatkozás
- Chemotaxis Archiválva 2014. július 30-i dátummal a Wayback Machine-ben